# Tarazona de la Mancha
Tarazona de la Mancha è un comune spagnolo  situato nella comunità autonoma di Castiglia-La Mancia.